# Romeas Haek
Romeas Haek là một huyện của tỉnh Svay Rieng, Campuchia. Huyện được chia thành 16 xã (khum) và 204 thôn (phum). Theo thống kê năm 1998, dân số toàn huyện là 111.505 người.
- xã Ampil: Tuek Vil, Tbaeng, Ta Mau, Trapeang Bei, Trapeang Popel, Trapeang Pikar, Ampil, Romeas Haek, Srae Ruessei, Traok
- xã Andoung Pou: areaks Svay, Thmei, Trapeang Choar, Trapeang Tbal, Bos Kokir, Trapeang Banteay, Trapeang Bos, Chong Preaek, Ream Sena, Roung Snao
- xã Andoung Trabaek: Tuol Chres, Kamraeng, Tuol, Chik Dei, Andoung Trabaek, Trapeang Smach
- xã Angk Prasrae: Trapeang Reang, Kbal Krapeu, Trapeang Rumdenh, Samraong, Trapeang Pring, K'am, Angk Prasrae, Angk Knong, Chrak Mreak, Baek Chan, Thnal Peam, Trapeang Thum
- xã Chantrei: Balangk Chea, Samla Chhau, Trapeang Thlok Khang Cheung, Trapeang Thlok Khang Tboung, Prey Kabbas, Trapeang Poun, Ta Phor, Chantrei, Ta Khen, Kraham Ka, Trapeang Tom, Prey Totueng, Trapeang Run Ti Muoy, Trapeang Run Ti Pir, Trapeang Run Ti Bei, Chong Preaek, Prey Roluos, Kor
- xã Chrey Thum: Trapeang Keo, Trapeang Phluoh, Srah, Ansaong, Thmei, Prey Rumdenh, Prey Chheu Teal, Chong Prey, Dang Kdar, Sandao, Trapeang Smach, Dak Por, Prey Romiet, Khpob Trach
- xã Doung: Ta Suos, Poun, Trapeang Sla, Bos Sangkhor, Kampong Thna, Prich, Trapeang Thlok, Chheu Teal, Trapeang Thum, Prey Tuol, Thmei, Trapeang Svay, Trapeang Kralanh, Prey Angkunh, Kor, Doung, Trapeang Phlong, Kranhung, Chea Theach, Trapeang Rumpeak, Svay Pok, Thlok Pring
- xã Kampong Trach: Khla Lout, Prey Khcheay, Kampong Trach, Chong Ou, Chheu Phleung, Ta Hang, Pramat Pram, Prey Kralanh, Ta Trav, Ta Khob
- xã Kokir: Ta Sek, Prey Kdei, Ta Veang, Trapeang Skon, Kokir
- xã Krasang: Prey Phtiek, Thmei, Krasang, Smach, Thnong, Ta Menh, Thlok Veay Ti Muoy, Thlok Veay Ti Pir, Chhuk, Trapeang Chrey
- xã Mukh Da: Mukh Da, Samraong, Kranhung, Prey Phdau Ti Muoy, Prey Phdau Ti Pir, Trapeang Tbal, Romiet, Thnal Totueng, Thnal Kruos, Bos Kabbas
- xã Mream: Ak Muol, Boeng Phe, Mream Khang Tboung, Boeng Mung, Tuol Srangam, Veal, Ampil, Prey Preaek, Prey Choar, Thmea, Tralach, Tbaeng, Trapeang Trasak, Popeay, Chrung Popel, Trapeang Choar, Mream Khang Cheung, Ta Tru, Lbaeuk, Ta Pang
- xã Sambuor: Preaek Tnaot, Bet Meas, Romeang Tret, Prasat, Tmat Pong, Sambuor, Souphi, Traok, Prey Kur, Andoung Khmat, Prich
- xã Sambatt Mean Chey: Prey Srah, Chamkar Kaoh, Tuol Srama, Bet Ting, Lbaeuk, Trapeang Ruessei, Tuol Chey, Prey Ta Mu, Trapeang Skon, Kralanh Ti Muoy, Kralanh Ti Pir, Prey Kranhung, Thnal
- xã Trapeang Sdau: Tuol Choar, Voat Chas, Trapeang Skon Thmei, Svay Pao, Ta Kot, Svay Tontuem, Krouch, Mreah Prov, Thmei, Trapeang Skon Chas, Trapeang Sdau, Banla S'et, Khnang Chruk Khang Kaeut, Tuol Sokram, Khnang Chruk Khang Lech, Trapeang Chhneang, Trapeang Rumdenh, Angk, Tuol Romiet, Trakeab Kdam
- xã Tras: Bos, Voat, Muni Proeksa, Mreaks Teab, Tras, Ta Suos, Popel, Popul, Veal Veaeng, Veal Tmat, Serei Ao, Boeng, Trapeang Banteay